# Rhamphicarpa australiensis
Rhamphicarpa australiensis är en snyltrotsväxtart som beskrevs av Van Steenis. Rhamphicarpa australiensis ingår i släktet Rhamphicarpa och familjen snyltrotsväxter. Inga underarter finns listade i Catalogue of Life.